# Радянська (антарктична станція)
Радянська (рос. Советская) — тимчасова радянська антарктична станція. Відстань до Мирного — 1420 кілометрів.
Станція створена 16 лютого 1958 учасниками 3-ї радянської антарктичної експедиції в рамках досліджень Міжнародного геофізичного року. По закінченні дослідних робіт 3 січня 1959 станція була закрита. Ідентифікаційний номер станції у реєстрі Всесвітньої метеорологічної організації був 89557.
Згідно з першими вимірами, висота станції над рівнем моря становила 3570 м, пізніші виміри показали результат 3662 м. Середня річна температура повітря –57,4 °C, максимальна — близько –20 °C, мінімальна — нижче –80 °C. Середня місячна швидкість вітру 2,5—4,6 м/с. Полярна ніч триває з 25 квітня по 19 серпня.